# وزارة الثقافة والرياضة والسياحة (كوريا الجنوبية)
وزارة الثقافة والرياضة والسياحة (MCST) هي وكالة حكومية مركزية مسؤولة عن مجالات السياحة والثقافة والفن والدين والرياضة في كوريا الجنوبية. تتكون الوزارة من نائبي وزير وثلاثة مساعدين وزراء ولجنة واحدة وأكثر من 60 فرقة. وقد كان أول وزير للثقافة الروائي لي أو يونغ.
ويقع تحت إشراف الوزارة كل من المتحف الوطني والمسرح الوطني والمكتبة الوطنية.
يقع المقر الرئيسي في مجمع سيجونغ الحكومي في مدينة سيجونغ. بعد ما كان المقر في السابق في منطقة جونغنو في سول.

## الأهداف
الأهداف الرئيسية للوزارة هي:
- تثقيف الشعب الكوري ليكونوا مواطنين مثقفين ومبدعين
- خلق مجتمع يكون فيه الترفيه والعمل على أساس الوئام
- إنشاء دولة ديناميكية يتم فيها تمثيل مختلف الثقافات المحلية
- تعزيز الوعي العام بالأجندة الوطنية (مثل النمو الأخضر) من خلال أنشطة العلاقات العامة
- تحسين نوعية الحياة للمواطنين من خلال دعم الفعاليات والأنشطة الثقافية والرياضية والسياحية والأنشطة الدينية